# Saint-Gondran
Saint-Gondran (en bretó Sant-Gondran) és un municipi francès, situat a la regió de Bretanya, al departament d'Ille i Vilaine. L'any 2006 tenia 504 habitants.

## Demografia
| 1962                                       | 1968 | 1975 | 1982 | 1990 | 1999 |
| ------------------------------------------ | ---- | ---- | ---- | ---- | ---- |
| 197                                        | 204  | 215  | 338  | 378  | 464  |
| Des de 1962: població sense dobles comptes |      |      |      |      |      |

## Administració
| Període   | Identitat           | Partit |
| --------- | ------------------- | ------ |
| 2001-2008 | Louis Guillemer     |        |
| 2008-     | Jean-Yves Collignon |        |